# Mbuji-Mayi
Mbuji-Mayi (do 1966 Bakwanga) – miasto w środkowej części Demokratycznej Republiki Konga, stolica prowincji Kasai Wschodnie, położone jest nad rzeką Bushimaie (dopływ Sankuru). Około 1,7 mln mieszkańców. Większość mieszkańców stanowi ludność Luba. Dominującym językiem jest język Luba. Trzecie pod względem wielkości miasto kraju.